# Brittany Phelan
Brittany Phelan (Sainte-Agathe-des-Monts, 24 september 1991) is een Canadese alpineskiester en freestyleskiester. Ze vertegenwoordigde haar vaderland op de Olympische Winterspelen 2014 in Sotsji en op de Olympische Winterspelen 2018 in Pyeongchang.

## Carrière
Phelan maakte haar debuut in de wereldbeker alpineskiën in november 2009 in Aspen. Op de wereldkampioenschappen alpineskiën 2011 in Garmisch-Partenkirchen wist ze de reuzenslalom, haar enige onderdeel, niet te finishen. In november 2012 scoorde de Canadese in Levi haar eerste wereldbekerpunten. In januari 2013 behaalde Phelan in Zagreb haar eerste toptienklassering in een wereldbekerwedstrijd. In Schladming nam ze deel aan de wereldkampioenschappen alpineskiën 2013. Op dit toernooi eindigde ze als dertigste op de slalom. Tijdens de Olympische Winterspelen van 2014 in Sotsji eindigde de Canadese als vijftiende op de slalom.
Bij haar debuut in de wereldbeker freestyleskiën, in januari 2016 in Watles, scoorde Phelan direct wereldbekerpunten. In december 2016 behaalde ze in Innichen haar eerste toptienklassering in een wereldbekerwedstrijd. In december 2017 stond de Canadese voor de eerste maal in haar carrière op het podium van een wereldbekerwedstrijd. Tijdens de Olympische Winterspelen van 2018 in Pyeongchang veroverde Phelan de zilveren medaille op de skicross.
Op de wereldkampioenschappen freestyleskiën 2019 in Park City eindigde ze als zesde op de skicross.

## Resultaten

### Alpineskiën

#### Olympische Spelen
| Jaar | Plaats | Resultaten |
| ---- | ------ | ---------- |
| 2014 | Sotsji | 27e Slalom |

#### Wereldkampioenschappen
| Jaar | Plaats                 | Resultaten       |
| ---- | ---------------------- | ---------------- |
| 2011 | Garmisch-Partenkirchen | DNF Reuzenslalom |
| 2013 | Schladming             | 30e Slalom       |

#### Wereldbeker
Eindklasseringen
| Seizoen   | Algm | SL  |
| --------- | ---- | --- |
| 2012/2013 | 67e  | 26e |
| 2012/2013 | 86e  | 33e |

### Freestyleskiën

#### Olympische Spelen
| Jaar | Plaats      | Resultaten |
| ---- | ----------- | ---------- |
| 2018 | Pyeongchang | Skicross   |

#### Wereldkampioenschappen
| Jaar | Plaats    | Resultaten  |
| ---- | --------- | ----------- |
| 2019 | Park City | 6e Skicross |

#### Wereldbeker
Eindklasseringen
| Seizoen   | Algm | SX    |
| --------- | ---- | ----- |
| 2015/2016 | 141e | 30e   |
| 2016/2017 | 43e  | 10e   |
| 2017/2018 | 10e  | Brons |
| 2018/2019 | 18e  | 5e    |
| 2019/2020 | 18e  | 6e    |